# American Basketball Association
American Basketball Association (Amerykańskie Stowarzyszenie Koszykówki) – amerykańska profesjonalna liga koszykówki męskiej, istniejąca w latach 1967–1976, została rozwiązana w czerwcu 1976.
W 1976 do NBA dołączyły 4 najsilniejsze i najstabilniejsze finansowo kluby: New York Nets, Denver Nuggets, Indiana Pacers i San Antonio Spurs. Reszta drużyn została rozwiązana. Czołowi zawodnicy z rozwiązanych zespołów ABA zasilili kluby NBA poprzez tzw. dispersal draft, który odbył się w sierpniu 1976 i składał się z dwóch rund. Z numerem pierwszym został wybrany późniejszy członek Koszykarskiej Galerii Sław – Artis Gilmore.
Pierwszym komisarzem ligi (1967–1969) został słynny niegdyś gracz George Mikan, a w meczu inaugurującym rozgrywki (13 października 1967) Oakland Oaks pokonali Anaheim Amigos 134-129.
Aby zwiększyć atrakcyjność, mecze rozgrywano charakterystyczną niebiesko-biało-czerwoną piłką, nawiązująca do barw flagi Stanów Zjednoczonych. ABA wprowadziła także konkurs wsadów, skopiowany później przez NBA.
W ABA obowiązywały nieco inne przepisy niż w NBA, np. 30 sekundowy czas na rozegranie akcji (24 sekundy w NBA) czy rzut za trzy punkty, który w NBA wprowadzono dopiero w 1979.
Spośród 12 drużyn, jakie brały udział w rozgrywkach ABA, siedem rozegrało pełne 9 sezonów.
O poziomie ABA świadczy fakt, że 10 z 24 zawodników biorących udział w meczu gwiazd NBA w 1977, pochodziło z tej ligi, a Julius Erving został MVP zawodów. 16. byłych zawodników ligi zostało zaliczonych do Koszykarskiej Galerii Sław im. Jamesa Naismitha (stan na styczeń 2019).
W bezpośrednich starciach drużyn NBA oraz ABA, lepsza okazała się właśnie ABA, co potwierdza bilans wygranych spotkań 79-76.

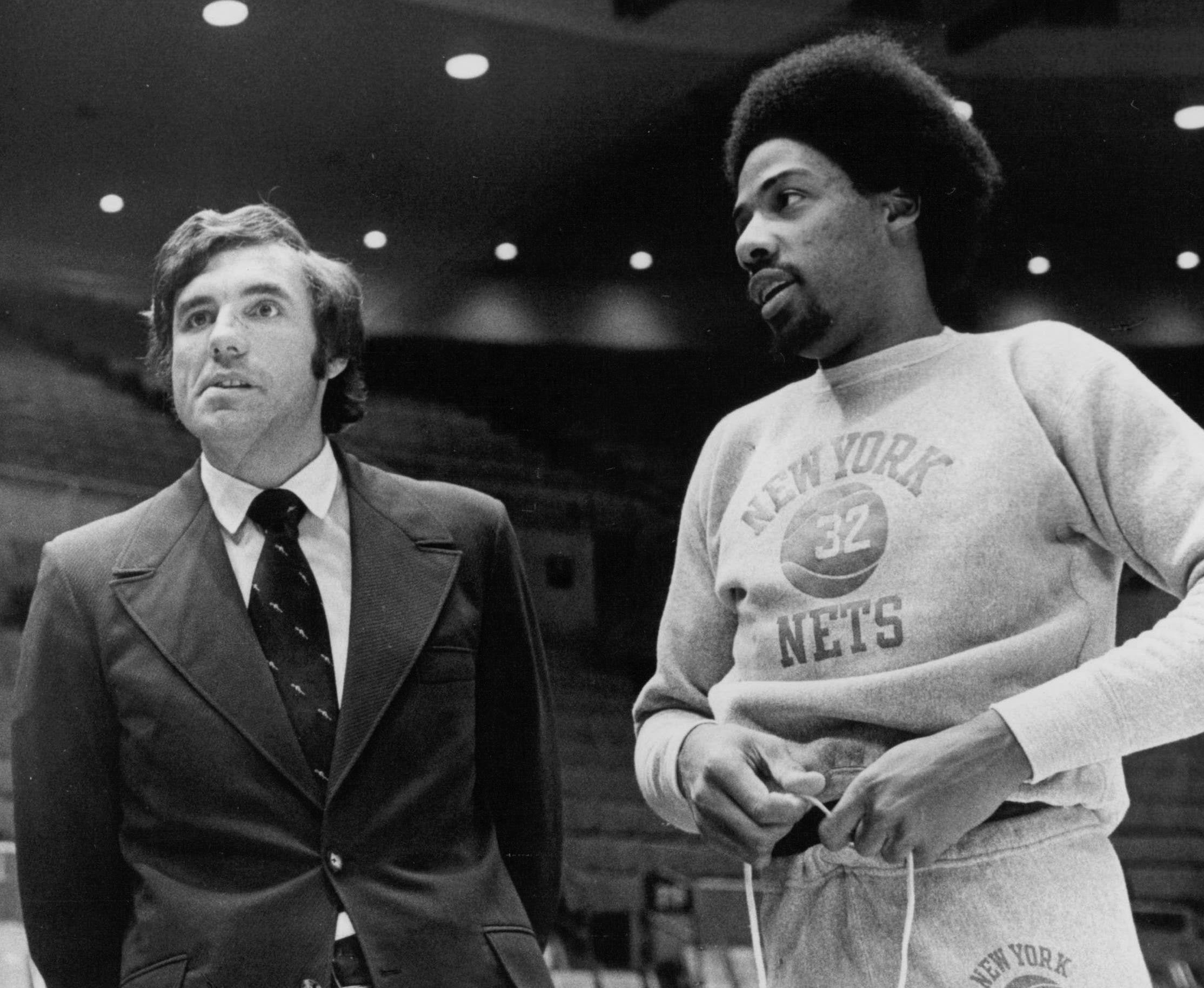
Komisarz ligi Dave DeBusschere oraz trzykrotny MVP ligi Julius Erving z New York Nets (1975).

Dziś istnieje liga o tej samej nazwie, niemająca jednak bezpośredniego związku z ABA, istniejącą w latach 1967–1976.

## Komisarze ABA
- George Mikan 1967–1969
- James Carson Gardner 1969
- Jack Dolph 1969–1972
- Bob Carlson 1972–1973
- Mike Storen 1973–1974
- Tedd Munchak 1974–1975
- Dave DeBusschere 1975–1976

## Drużyny ABA
W trwających dziewięć sezonów rozgrywkach ABA wzięło udział 12 klubów, często zmieniając siedziby i nazwy. Indiana Pacers, New York Nets, San Antonio Spurs i Denver Nuggets kontynuowały grę w NBA (od sezonu 1976–77), podczas gdy reszta ekip przestała istnieć.
| Zespół                                                          | Sezony | Pierwszy | Ostatni  | Tytuły mistrzowskie  |
| --------------------------------------------------------------- | ------ | -------- | -------- | -------------------- |
| Indiana Pacers                                                  | 9      | 1967–68  | 1975–76  | 3 (1970, 1972, 1973) |
| New Jersey Americans New York Nets                              | 9      | 1967–68  | 1975–76  | 2 (1974, 1976)       |
| Pittsburgh Pipers Minnesota Pipers Pittsburgh Condors           | 5      | 1967–68  | 1971–72  | 1 (1968)             |
| Oakland Oaks Washington Caps Virginia Squires                   | 9      | 1967–68  | 1975–76  | 1 (1969)             |
| Anaheim Amigos Los Angeles Stars Utah Stars                     | 9      | 1967–68  | 1975–761 | 1 (1971)             |
| Kentucky Colonels                                               | 9      | 1967–68  | 1975–76  | 1 (1975)             |
| Dallas Chapparals Texas Chaparrals San Antonio Spurs            | 9      | 1967–68  | 1975–76  | 0                    |
| Houston Mavericks Carolina Cougars Spirits of St. Louis         | 9      | 1967–68  | 1975–76  | 0                    |
| Denver Rockets Denver Nuggets                                   | 9      | 1967–68  | 1975–76  | 0                    |
| New Orleans Buccaneers Memphis Pros Memphis Tams Memphis Sounds | 8      | 1967–68  | 1974–75  | 0                    |
| Minnesota Muskies Miami Floridians Floridians                   | 5      | 1967–68  | 1971–72  | 0                    |
| San Diego Conquistadors San Diego Sails                         | 4      | 1972–73  | 1975–762 | 0                    |

## Mistrzowie ABA

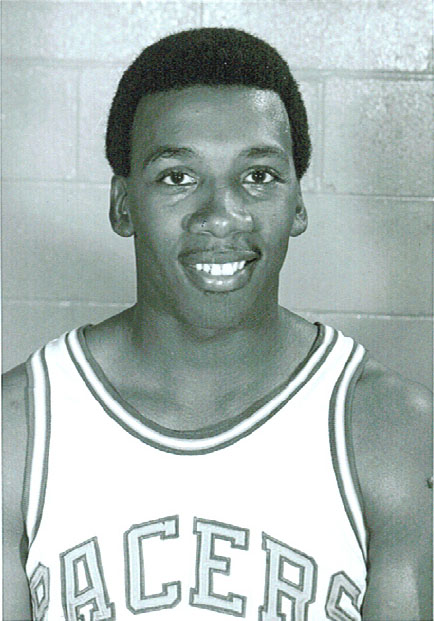
Freddie Lewis – MVP finałów ABA z 1972 roku.

| Rok  | Mistrz            | Wynik | Finalista              | MVP Finałów             |
| ---- | ----------------- | ----- | ---------------------- | ----------------------- |
| 1968 | Pittsburgh Pipers | 4–3   | New Orleans Buccaneers | Connie Hawkins, Pipers  |
| 1969 | Oakland Oaks      | 4–1   | Indiana Pacers         | Warren Armstrong, Oaks  |
| 1970 | Indiana Pacers    | 4–2   | Los Angeles Stars      | Roger Brown, Pacers     |
| 1971 | Utah Stars        | 4–3   | Kentucky Colonels      | Zelmo Beaty, Stars      |
| 1972 | Indiana Pacers    | 4–2   | New York Nets          | Freddie Lewis, Pacers   |
| 1973 | Indiana Pacers    | 4–3   | Kentucky Colonels      | George McGinnis, Pacers |
| 1974 | New York Nets     | 4–1   | Utah Stars             | Julius Erving, Nets     |
| 1975 | Kentucky Colonels | 4–1   | Indiana Pacers         | Artis Gilmore, Colonels |
| 1976 | New York Nets     | 4–2   | Denver Nuggets         | Julius Erving, Nets     |

## Mistrzowskie składy
pogrubienie – oznacza MVP finałów
| \| 10 Chico Vaughn 12 Art Heyman 13 Craig Dill 14 Arvesta Kelly 20 Jim Jarvis 22 Steve Vacendak 24 Leroy Wright \| 30 Willie Porter 32 Trooper Washington 40 Tom Kerwin 42 Connie Hawkins 44 Charlie Williams 50 Rich Parks Trener: Vince Cazzetta \| | |
| 10 Chico Vaughn 12 Art Heyman 13 Craig Dill 14 Arvesta Kelly 20 Jim Jarvis 22 Steve Vacendak 24 Leroy Wright | 30 Willie Porter 32 Trooper Washington 40 Tom Kerwin 42 Connie Hawkins 44 Charlie Williams 50 Rich Parks Trener: Vince Cazzetta |

| \| 11 Larry Brown 12 Henry Logan 14 Russ Critchfield 24 Rick Barry 30 Gary Bradds 31 Warren Jabali \| 32 John Clawson 33 Ira Harge 34 Doug Moe 40 Mel Peterson 42 Jim Eakins Trener: Alex Hannum \| |                                                                                            |
| 11 Larry Brown 12 Henry Logan 14 Russ Critchfield 24 Rick Barry 30 Gary Bradds 31 Warren Jabali | 32 John Clawson 33 Ira Harge 34 Doug Moe 40 Mel Peterson 42 Jim Eakins Trener: Alex Hannum |

| \| 11 Bill Keller 12 John Barnhill 14 Freddie Lewis 24 Bob Netolicky 32 Jay Miller \| 33 Ollie Darden 34 Mel Daniels 35 Roger Brown 43 Art Becker 44 Tom Thacker Trener: Bobby Leonard \| |                                                                                                  |
| 11 Bill Keller 12 John Barnhill 14 Freddie Lewis 24 Bob Netolicky 32 Jay Miller | 33 Ollie Darden 34 Mel Daniels 35 Roger Brown 43 Art Becker 44 Tom Thacker Trener: Bobby Leonard |

| \| 10 Mervin Jackson 11 Dick Nemelka 12 Mike Butler 14 Roderick McDonald 21 Red Robbins 24 Ron Boone \| 31 Zelmo Beaty 33 George Stone 40 Glen Combs 42 Willie Wise 54 Sam Smith Trener: Bill Sharman \| |                                                                                               |
| 10 Mervin Jackson 11 Dick Nemelka 12 Mike Butler 14 Roderick McDonald 21 Red Robbins 24 Ron Boone | 31 Zelmo Beaty 33 George Stone 40 Glen Combs 42 Willie Wise 54 Sam Smith Trener: Bill Sharman |

| \| 10 Rick Mount 11 Bill Keller 14 Freddie Lewis 20 Darnell Hillman \| 24 Bob Netolicky 30 George McGinnis 34 Mel Daniels 35 Roger Brown Trener: Bobby Leonard \| |                                                                                         |
| 10 Rick Mount 11 Bill Keller 14 Freddie Lewis 20 Darnell Hillman                                                                                                  | 24 Bob Netolicky 30 George McGinnis 34 Mel Daniels 35 Roger Brown Trener: Bobby Leonard |

| \| 10 Don Buse 11 Bill Keller 13 Donnie Freeman 14 Freddie Lewis 20 Darnell Hillman 22 Bob Arnzen \| 23 Gus Johnson 24 Bill Newton 30 George McGinnis 34 Mel Daniels 35 Roger Brown Trener: Bobby Leonard \| | |
| 10 Don Buse 11 Bill Keller 13 Donnie Freeman 14 Freddie Lewis 20 Darnell Hillman 22 Bob Arnzen | 23 Gus Johnson 24 Bill Newton 30 George McGinnis 34 Mel Daniels 35 Roger Brown Trener: Bobby Leonard |

| \| 4 Wendell Ladner 5 Billy Paultz 12 Mike Gale 14 Brian Taylor 15 Billy Schaeffer 23 John Williamson \| 25 Bill Melchionni 32 Julius Erving 35 Larry Kenon 40 Willie Sojourner 44 Jim O’Brien Trener: Kevin Loughery \| | |
| 4 Wendell Ladner 5 Billy Paultz 12 Mike Gale 14 Brian Taylor 15 Billy Schaeffer 23 John Williamson | 25 Bill Melchionni 32 Julius Erving 35 Larry Kenon 40 Willie Sojourner 44 Jim O’Brien Trener: Kevin Loughery |

| \| 10 Louie Dampier 14 Bird Averitt 22 Wil Jones 23 Gene Littles 24 Ted McClain 25 Jim Bradley \| 31 Marv Roberts 42 Ron Thomas 44 Dan Issel 53 Artis Gilmore Trener: Hubie Brown Asystent trenera: Stan Albeck \| | |
| 10 Louie Dampier 14 Bird Averitt 22 Wil Jones 23 Gene Littles 24 Ted McClain 25 Jim Bradley | 31 Marv Roberts 42 Ron Thomas 44 Dan Issel 53 Artis Gilmore Trener: Hubie Brown Asystent trenera: Stan Albeck |

| \| 11 George Bucci 12 Chuck Terry 14 Brian Taylor 21 Tim Bassett 22 Jim Eakins 23 John Williamson \| 24 Ted McClain 25 Bill Melchionni 30 Al Skinner 32 Julius Erving 33 Rich Jones 35 Kim Hughes Trener: Kevin Loughery \| | |
| 11 George Bucci 12 Chuck Terry 14 Brian Taylor 21 Tim Bassett 22 Jim Eakins 23 John Williamson | 24 Ted McClain 25 Bill Melchionni 30 Al Skinner 32 Julius Erving 33 Rich Jones 35 Kim Hughes Trener: Kevin Loughery |

## Nagrody ABA

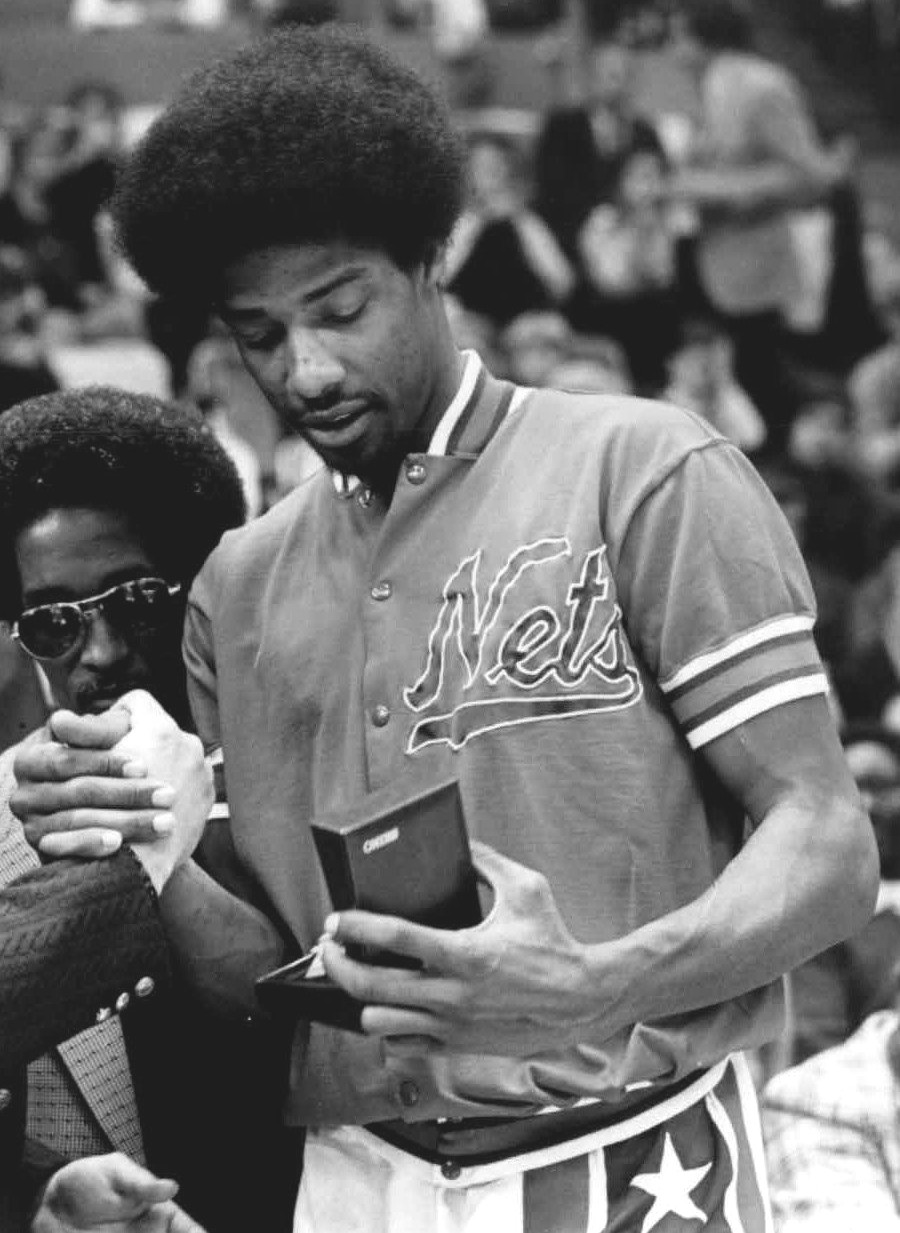
Julius Erving (Nets) odbierający jedną z nagród ABA.

| Rok  | MVP Sezonu                                  | Debiutant Roku                              | Trener Roku                                 | Menedżer Roku        |
| ---- | ------------------------------------------- | ------------------------------------------- | ------------------------------------------- | -------------------- |
| 1968 | Connie Hawkins, Pipers                      | Mel Daniels, Muskies                        | Vince Cazzetta, Pipers                      | –                    |
| 1969 | Mel Daniels, Pacers                         | Warren Armstrong, Oaks                      | Alex Hannum, Oaks                           | –                    |
| 1970 | Spencer Haywood, Rockets                    | Spencer Haywood, Rockets                    | Bill Sharman, Stars Joe Belmont, Rockets    | –                    |
| 1971 | Mel Daniels, Pacers                         | Charlie Scott, Squires, Dan Issel, Colonels | Al Bianchi, Squires                         | –                    |
| 1972 | Artis Gilmore, Colonels                     | Artis Gilmore, Colonels                     | Tom Nissalke, Chaparrals                    | –                    |
| 1973 | Billy Cunningham, Cougars                   | Brian Taylor, Nets                          | Larry Brown, Cougars                        | Carl Scheer, Cougars |
| 1974 | Julius Erving, Nets                         | Swen Nater, Spurs                           | Babe McCarthy, Colonels Joe Mullaney, Stars | Jack Ankerson, Spurs |
| 1975 | Julius Erving, Nets George McGinnis, Pacers | Marvin Barnes, Spirits                      | Larry Brown, Nuggets                        | Carl Scheer, Nuggets |
| 1976 | Julius Erving, Nets                         | David Thompson, Denver Nuggets              | Larry Brown, Nuggets                        | Carl Scheer, Nuggets |

## All-ABA Teams

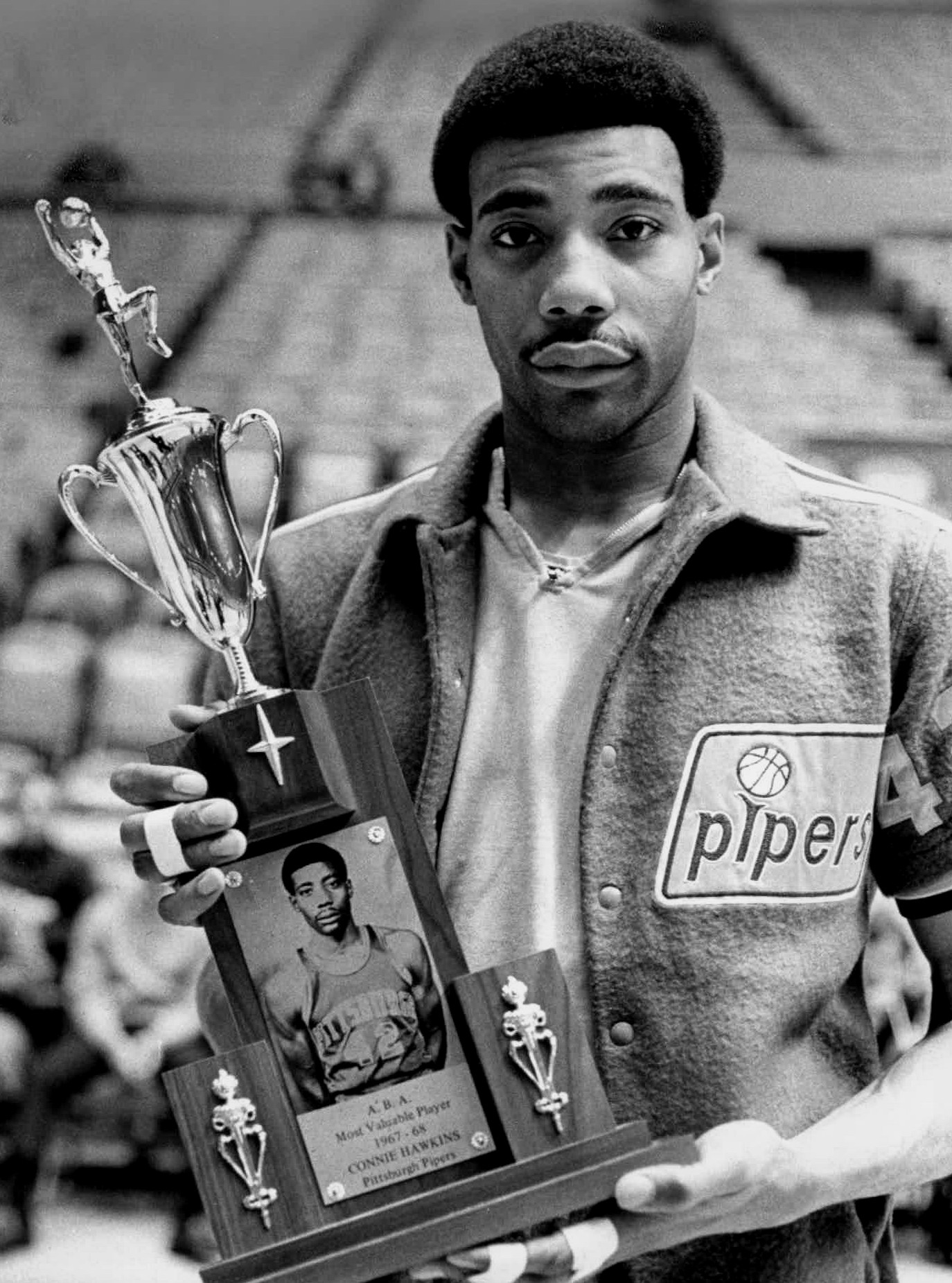
Connie Hawkins z nagrodą MVP ABA 1968.

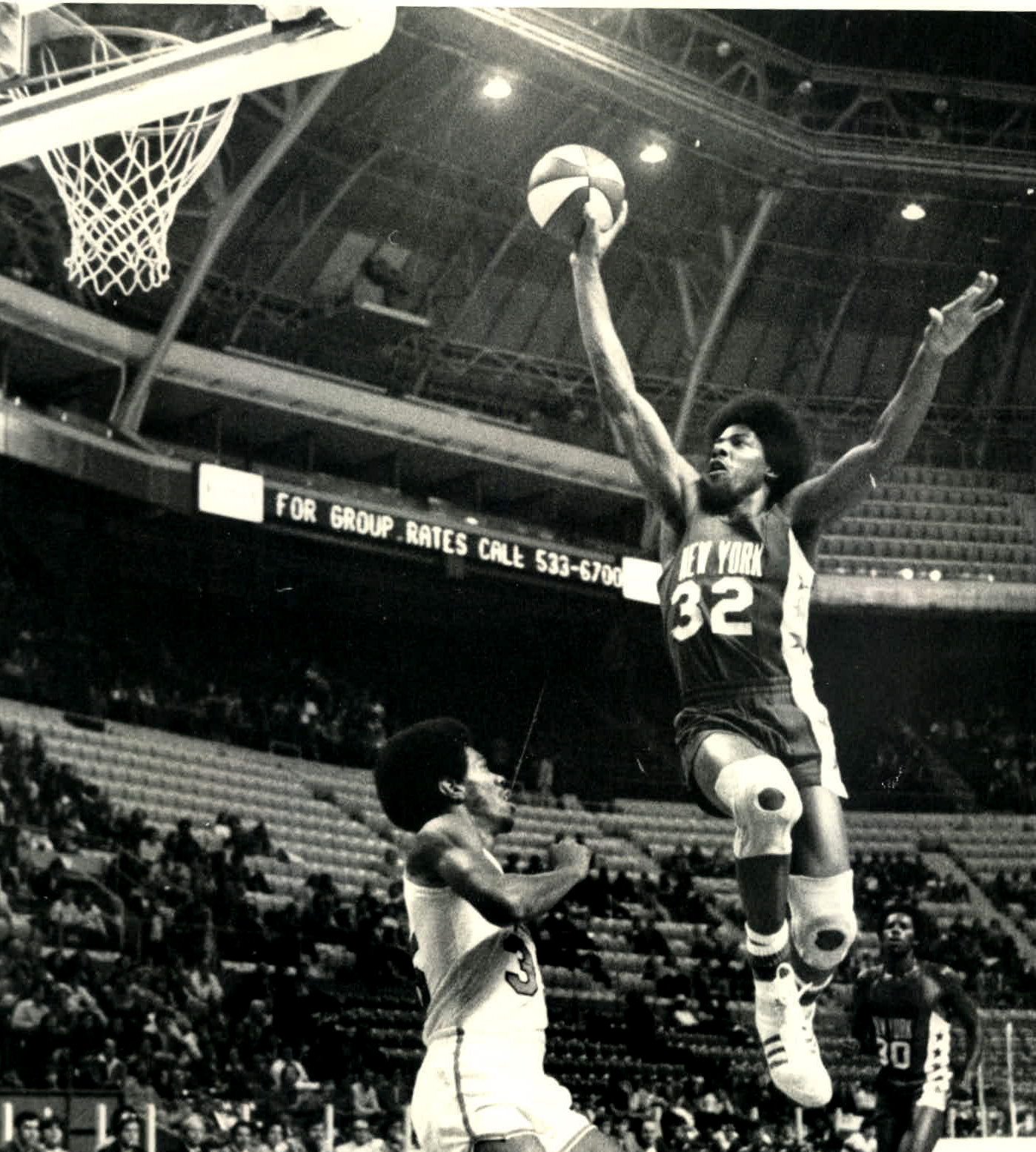
Julius Erving w barwach New York Nets, podczas wykonywania wsadu (1974) – trzykrotny MVP sezonu.

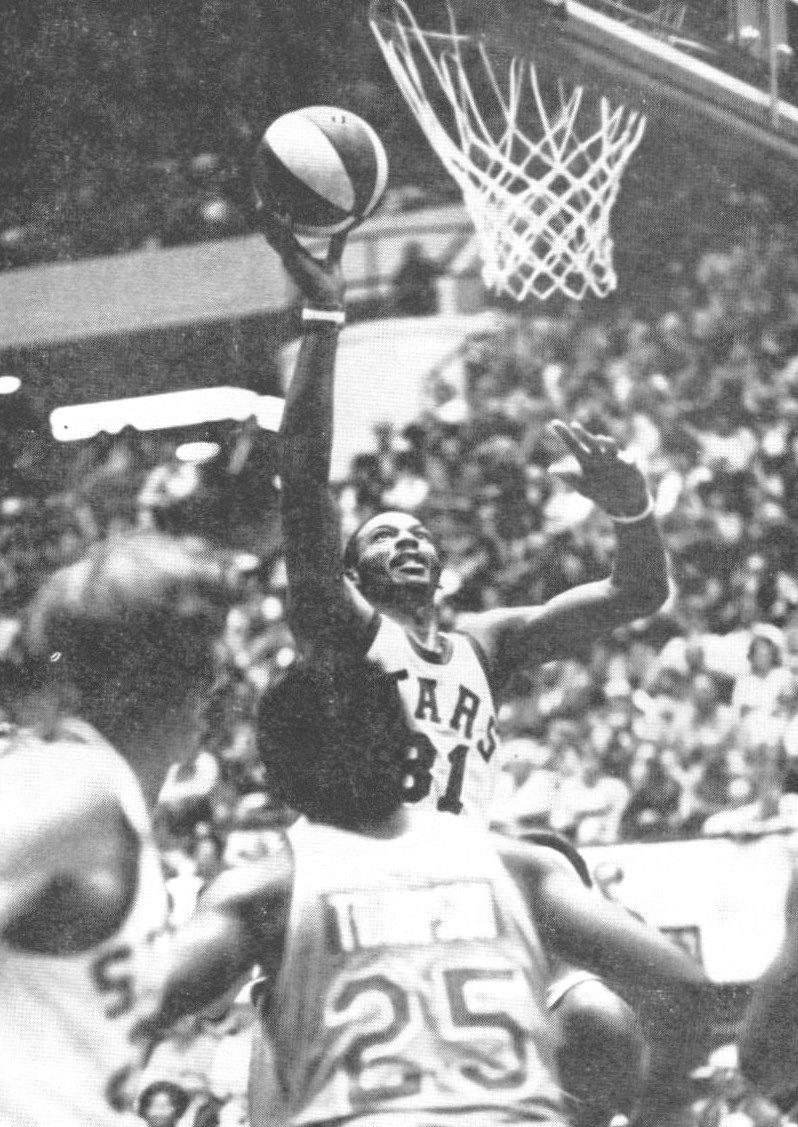
Zelmo Beaty z Utah Stars – MVP finałów ABA z 1971 roku.

| Sezon   | Pierwszy skład | Drugi skład |
| ------- | --- | --- |
| 1967–68 | Connie Hawkins (Pipers) Doug Moe (Buccaneers) Mel Daniels (Muskies) Larry Jones (Rockets) Charles Williams (Pipers)     | Roger Brown (Pacers) Cincy Powell (Chaparrals) John Beasley (Chaparrals) Larry Brown (Buccaneers) Louie Dampier (Colonels)                 |
| 1968–69 | Connie Hawkins (Pipers) Rick Barry (Oaks) Mel Daniels (Pacers) Jimmy Jones (Buccaneers) Larry Jones (Rockets)           | John Beasley (Chaparrals) Louie Dampier (Colonels) Red Robbins (Buccaneers) Donnie Freeman (Floridians) Doug Moe (Oaks)                    |
| 1969–70 | Rick Barry (Caps) Spencer Haywood (Rockets) Mel Daniels (Pacers) Larry Jones (Rockets) Bob Verga (Cougars)              | Roger Brown (Pacers) Red Robbins (Buccaneers) Donnie Freeman (Floridians) Louie Dampier (Colonels) Bob Netolicky (Pacers)                  |
| 1970–71 | Roger Brown (Pacers) Rick Barry (Nets) Mel Daniels (Pacers) Mack Calvin (Floridians) Charlie Scott (Squires)            | Dan Issel^ (Colonels) Donnie Freeman (Chaparrals) Zelmo Beaty^ (Stars) Joe Caldwell, Cougars John Brisker (Condors) Larry Cannon (Rockets) |
| 1971–72 | Dan Issel (Colonels) Rick Barry (Nets) Artis Gilmore (Colonels) Donnie Freeman (Chaparrals) Bill Melchionni (Nets)      | Zelmo Beaty (Stars) Charlie Scott (Squires) Julius Erving (Squires) Ralph Simpson (Rockets) Willie Wise (Stars)                            |
| 1972–73 | Billy Cunningham (Cougars) Julius Erving (Squires) Artis Gilmore (Colonels) Jimmy Jones (Stars) Warren Jabali (Rockets) | George McGinnis (Pacers) Dan Issel (Colonels) Mel Daniels* (Pacers) Ralph Simpson (Rockets) Mack Calvin (Cougars)                          |
| 1973–74 | Julius Erving (Nets) George McGinnis (Pacers) Artis Gilmore (Colonels) Mack Calvin (Cougars) Jimmy Jones (Stars)        | Dan Issel (Colonels) Willie Wise (Stars) Louie Dampier (Colonels) Ron Boone (Stars) Swen Nater (Spurs)                                     |
| 1974–75 | Julius Erving (Nets) George McGinnis (Pacers) Artis Gilmore (Colonels) Ron Boone (Stars) Mack Calvin (Nuggets)          | Swen Nater (Spurs) Marvin Barnes (Spirits) George Gervin (Spurs) Brian Taylor (Nets) James Silas (Spurs)                                   |
| 1975–76 | Julius Erving (Nets) Artis Gilmore (Colonels) James Silas (Spurs) Ralph Simpson (Nuggets) Billy Knight (Pacers)         | David Thompson (Nuggets) Bobby Jones (Nuggets) Dan Issel (Nuggets) George Gervin (Spurs) Don Buse (Pacers)                                 |

pogrubienie – MVP sezonu

^ – ex-aequo

## All-ABA Rookie Teams
| Sezon   | Skład Najlepszych Debiutantów Sezonu                                                                                             |
| ------- | --- |
| 1967–68 | Louie Dampier (Colonels), Mel Daniels (Muskies), Jimmy Jones (Buccaneers), Bob Netolicky (Pacers), Trooper Washington (Pipers)   |
| 1968–69 | Ron Boone (Chaparrals), Warren Armstrong (Oaks), Larry Miller (Stars), Gene Moore (Colonels), Walter Piatkowski (Rockets)        |
| 1969–70 | Mike Barrett (Caps), John Brisker (Pipers), Mack Calvin (Stars), Spencer Haywood (Rockets), Willie Wise (Stars)                  |
| 1970–71 | Joe Hamilton (Chaparrals), Dan Issel (Colonels), Wendell Ladner (Pros), Samuel Robinson (Floridians), Charlie Scott* (Squires)   |
| 1971–72 | Julius Erving (Squires), Artis Gilmore (Colonels), George McGinnis (Pacers), Johnny Neumann (Pros), John Roche (Nets)            |
| 1972–73 | Jim Chones (Nets), George Gervin (Squires), James Silas (Chaparrals), Brian Taylor (Nets), Dennis Wuycik (Cougars)               |
| 1973–74 | Mike Green (Rockets), Larry Kenon (Nets), Bo Lamar (San Diego Conquistadors), Swen Nater (Squires/Spurs), John Williamson (Nets) |
| 1974–75 | Marvin Barnes (Spirits), Gus Gerard (Spirits), Bobby Jones (Nuggets), Billy Knight (Pacers), Moses Malone (Stars)                |
| 1975–76 | Luther Burden (Squires), M.L. Carr (Spirits), Kim Hughes (Nets), Mark Olberding (Sails/Spurs), David Thompson (Nuggets)          |

pogrubienie – Debiutant Roku

## All-ABA Defensive Teams

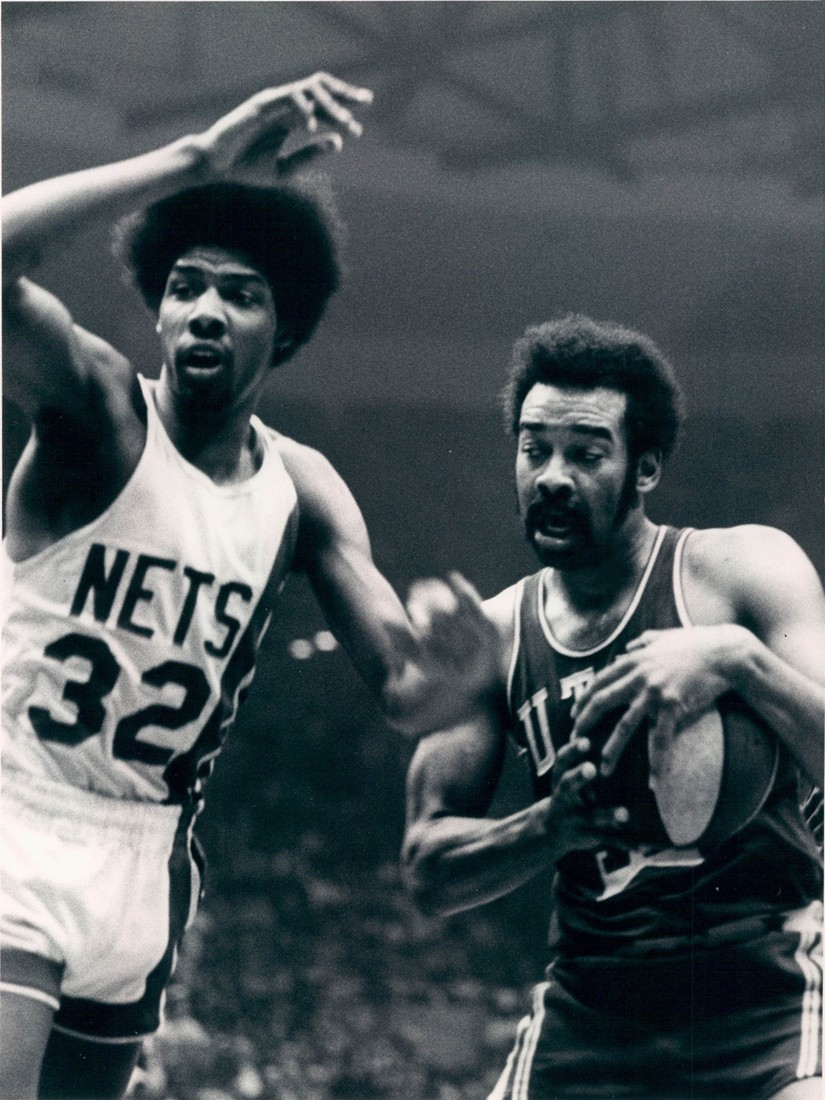
Dwóch członków składów najlepszych defensywnych zawodników ligi – Julius Erving (Nets – po lewej) i Willie Wise (Stars) w 1973 roku.

| Sezon   | Skład Najlepszych Defensorów Sezonu |
| ------- | --- |
| 1972–73 | Joe Caldwell (Cougars), Mike Gale (Colonels), Artis Gilmore (Colonels), Julius Keye (Rockets), Fatty Taylor (Squires), Willie Wise (Stars)     |
| 1973–74 | Mike Gale (Colonels/Nets), Artis Gilmore (Colonels), Julius Keye (Rockets), Fatty Taylor (Squires), Willie Wise (Stars), Ted McClain (Cougars) |
| 1974–75 | Don Buse (Pacers), Artis Gilmore (Colonels), Bobby Jones (Nuggets), Wil Jones (Colonels), Brian Taylor (Nets)                                  |
| 1975–76 | Don Buse (Pacers), Artis Gilmore (Colonels), Bobby Jones (Nuggets), Julius Erving (Nets), Brian Taylor (Nets)                                  |

## ABA All-Star Games
| Rok  | Zwycięzca      | Wynik   | Finalista     | MVP                      |
| ---- | -------------- | ------- | ------------- | ------------------------ |
| 1968 | Wschód         | 126–120 | Zachód        | Larry Brown, Buccaneers  |
| 1969 | Zachód         | 133–127 | Wschód        | John Beasley, Chaparrals |
| 1970 | Zachód         | 128–98  | Wschód        | Spencer Haywood, Rockets |
| 1971 | Wschód         | 126–122 | Zachód        | Mel Daniels, Pacers      |
| 1972 | Wschód         | 142–115 | Zachód        | Dan Issel, Colonels      |
| 1973 | Zachód         | 123–111 | Wschód        | Warren Jabali, Rockets   |
| 1974 | Wschód         | 128–112 | Zachód        | Artis Gilmore, Colonels  |
| 1975 | Wschód         | 151–124 | Zachód        | Freddie Lewis, Spirits   |
| 1976 | Denver Nuggets | 144–138 | ABA All-Stars | David Thompson, Nuggets  |

### Składy ABA All-Stars
| Sezon | Wschód | Zachód | Sezon | Wschód | Zachód |
| ----- | --- | --- | ----- | --- | --- |
| 1968  | Roger Brown (Pacers) Darel Carrier (Colonels) Louie Dampier (Colonels) Mel Daniels (Muskies) Donnie Freeman (Muskies) Connie Hawkins (Pipers) Les Hunter (Muskies) Tony Jackson (Americans) Freddie Lewis (Pacers) Randolph Mahaffey (Colonels) Bob Netolicky (Pacers) Chico Vaughn (Pipers) | John Beasley (Chaparrals) Arthur Becker (Mavericks) Larry Brown (Buccaneers) Larry Bunce (Amigos) Cliff Hagan (Chaparrals) Jimmy Jones (Buccaneers) Larry Jones (Rockets) Dewitt Menyard (Mavericks) Doug Moe (Buccaneers) Red Robbins (Buccaneers) Levern Tart (Americans) Ben Warley (Amigos) | 1969  | Darel Carrier (Colonels) Louie Dampier (Colonels) Mel Daniels (Pacers) Donnie Freeman (Floridians) Les Hunter (Floridians) Goose Ligon (Colonels) Bob Netolicky (Pacers) Walter Simon (Nets) Skip Thoren (Floridians) Trooper Washington (Pipers) Charles Williams (Pipers)             | Rick Barry (Oaks) John Beasley (Chaparrals) Byron Beck (Rockets) Larry Brown (Oaks) Warren Davis (Stars) Wayne Hightower (Rockets) Mervin Jackson (Stars) Jimmy Jones (Buccaneers) Larry Jones (Rockets) Doug Moe (Oaks) Red Robbins (Buccaneers) Willie Somerset (Nets) |
| 1970  | Roger Brown (Pacers) Darel Carrier (Colonels) Louie Dampier (Colonels) Mel Daniels (Pacers) Donnie Freeman (Floridians) Freddie Lewis (Pacers) Doug Moe (Cougars) Gene Moore (Colonels) Bob Netolicky (Pacers) Levern Tart (Nets) Bob Verga (Cougars) Charles Williams (Pipers)              | Rick Barry (Caps) John Beasley (Chaparrals) Larry Brown (Caps) Glen Combs (Chaparrals) Lee Davis (Buccaneers) Gerald Govan (Buccaneers) Spencer Haywood (Rockets) Warren Jabali (Caps) Jimmy Jones (Buccaneers) Larry Jones (Rockets) Steve Jones (Buccaneers) Cincinnatus Powell (Chaparrals)  | 1971  | Rick Barry (Nets) John Brisker (Condors) Joe Caldwell (Cougars) Mack Calvin (Floridians) George Carter (Squires) Dan Issel (Colonels) Neil Johnson (Squires) Larry Jones (Floridians) Mike Lewis (Condors) Bill Melchionni (Nets) Cincinnatus Powell (Colonels) Charlie Scott (Squires) | Zelmo Beaty (Stars) Ron Boone (Stars) Roger Brown (Pacers) Glen Combs (Stars) Mel Daniels (Pacers) Donnie Freeman (Chaparrals) Jimmy Jones (Pros) Steve Jones (Pros) Julius Keye (Rockets) Wendell Ladner (Pros) Bob Netolicky (Pacers) Red Robbins (Stars)              |
| 1972  | Rick Barry (Nets) John Brisker (Condors) Mack Calvin (Floridians) Louie Dampier (Colonels) Julius Erving (Squires) Artis Gilmore (Colonels) Dan Issel (Colonels) Warren Jabali (Floridians) Jim McDaniels (Cougars) Bill Melchionni (Nets) Charlie Scott (Squires) George Thompson (Condors) | Zelmo Beaty (Stars) Arthur Becker (Rockets) Roger Brown (Pacers) Glen Combs (Stars) Mel Daniels (Pacers) Donnie Freeman (Chaparrals) Steve Jones (Chaparrals) Wil Jones (Pros) Wendell Ladner (Pros) Freddie Lewis (Pacers) Ralph Simpson (Rockets) Willie Wise (Stars)                         | 1973  | Joe Caldwell (Cougars) Mack Calvin (Cougars) Billy Cunningham (Cougars) Louie Dampier (Colonels) Julius Erving (Squires) Artis Gilmore (Colonels) Dan Issel (Colonels) Bill Melchionni (Nets) Billy Paultz (Nets) George Thompson (Tams)                                                | Zelmo Beaty (Stars) Mel Daniels (Pacers) Warren Jabali (Rockets) Stew Johnson (Conquistadors) Jimmy Jones (Stars) Rich Jones (Chaparrals) George McGinnis (Pacers) Ralph Simpson (Rockets) Chuck Williams (Conquistadors) Willie Wise (Stars)                            |
| 1974  | Julius Erving (Nets) Artis Gilmore (Colonels) Dan Issel (Colonels) Louie Dampier (Colonels) George Thompson (Tams) Mack Calvin (Cougars) Jim Eakins (Squires) George Gervin (Spurs) Larry Kenon (Nets) Ted McClain (Cougars)                                                                 | Ron Boone (Stars) Mel Daniels (Pacers) Warren Jabali (Rockets) Stew Johnson (Conquistadors) Jimmy Jones (Stars) Rich Jones (Spurs) George McGinnis (Pacers) Swen Nater (Spurs) Ralph Simpson (Nuggets) Willie Wise (Stars)                                                                      | 1975  | Julius Erving (Nets) Artis Gilmore (Colonels) Dan Issel (Colonels) Louie Dampier (Colonels) Larry Kenon (Nets) Stew Johnson (Sounds) Marvin Barnes (Spirits) Freddie Lewis (Spirits) Billy Paultz (Nets) Brian Taylor (Nets) Dave Twardzik (Squires)                                    | Ron Boone (Stars) Mack Calvin (Nuggets) George Gervin (Spurs) Mike Green (Nuggets) Caldwell Jones (Conquistadors) Moses Malone (Stars) George McGinnis (Pacers) Swen Nater (Spurs) James Silas (Spurs) Ralph Simpson (Nuggets)                                           |
| Sezon | ABA All-Stars | Denver Nuggets |       | | |
| 1976  | Ron Boone (Spirits) Marvin Barnes (Spirits) Don Buse (Pacers) Julius Erving (Nets) Artis Gilmore (Colonels) George Gervin (Spurs) James Silas (Spurs) Billy Paultz (Spurs) Brian Taylor (Nets) Larry Kenon (Spurs) Billy Knight (Pacers) Maurice Lucas (Colonels)                            | Dan Issel Roger Brown Ralph Simpson Byron Beck James Foster Gus Gerard Bobby Jones Claude Terry Monte Towe Chuck Williams David Thompson |       | | |

pogrubienie – MVP meczu gwiazd

## Statystyczni liderzy ligi

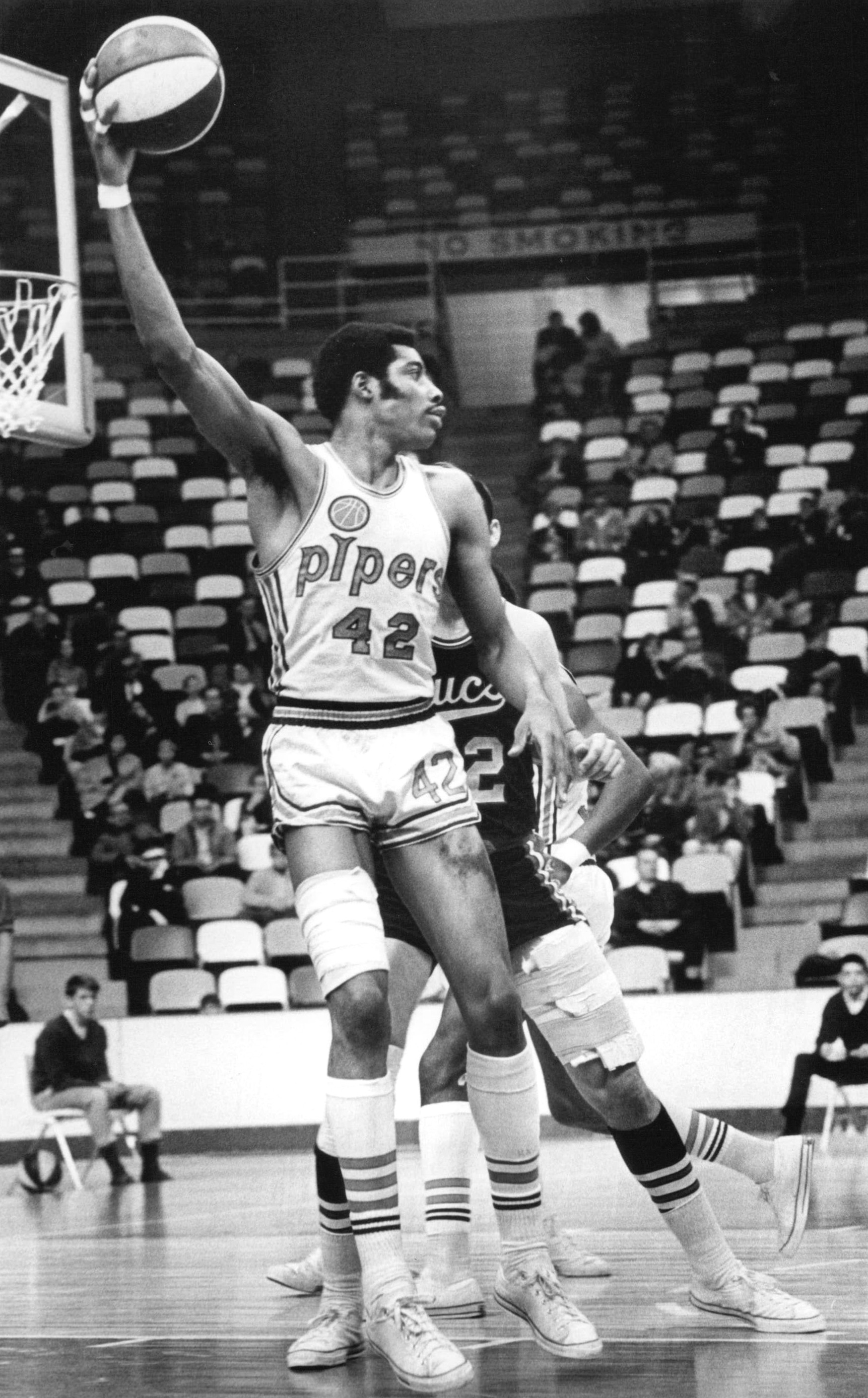
Connie Hawkins (Pipers) lider strzelców ABA z 1968 roku.

| * | Wybrany do Koszykarskiej Galerii Sław im. Jamesa Naismitha |

### Punkty
| Sezon   | Zawodnik           | Zespół            | Gry | Punkty | Śr.  |
| ------- | ------------------ | ----------------- | --- | ------ | ---- |
| 1967–68 | Connie Hawkins*    | Pittsburgh Pipers | 70  | 1875   | 26,8 |
| 1968–69 | Rick Barry*        | Oakland Oaks      | 35  | 1190   | 34   |
| 1969–70 | Spencer Haywood*   | Denver Rockets    | 84  | 2519   | 30   |
| 1970–71 | Dan Issel*         | Kentucky Colonels | 83  | 2480   | 29,9 |
| 1971–72 | Charlie Scott*     | Virginia Squires  | 73  | 2524   | 34,6 |
| 1972–73 | Julius Erving*     | Virginia Squires  | 71  | 2268   | 31,9 |
| 1973–74 | Julius Erving* (2) | New York Nets     | 84  | 2299   | 27,4 |
| 1974–75 | George McGinnis*   | Indiana Pacers    | 79  | 2353   | 29,8 |
| 1975–76 | Julius Erving* (3) | New York Nets     | 84  | 2464   | 29,3 |

### Zbiórki

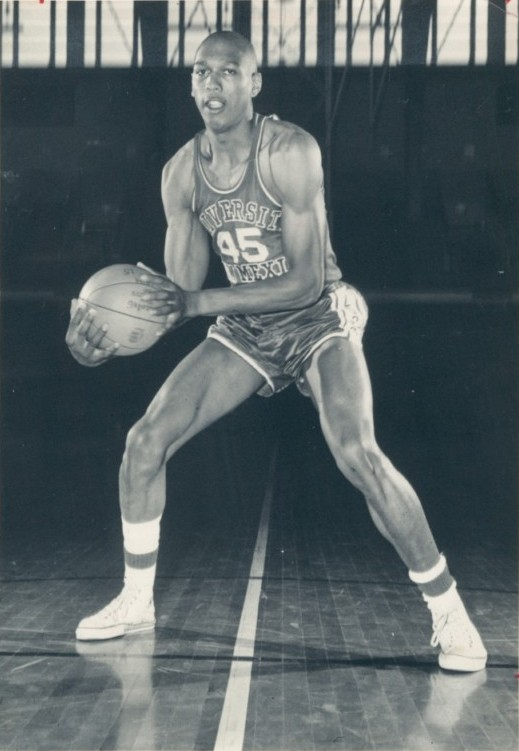
Członek Koszykarskiej Galerii Sław im. Naismitha – Mel Daniels.

| Sezon   | Zawodnik           | Zespół            | Gry | Zbiórki w ataku | Zbiórki w obronie | Zbiórki | Śr.  |
| ------- | ------------------ | ----------------- | --- | --------------- | ----------------- | ------- | ---- |
| 1967–68 | Mel Daniels*       | Minnesota Muskies | 78  | 502             | 711               | 1213    | 15,6 |
| 1968–69 | Mel Daniels* (2)   | Indiana Pacers    | 76  | 383             | 873               | 1256    | 16,5 |
| 1969–70 | Spencer Haywood*   | Denver Rockets    | 84  | 533             | 1104              | 1637    | 19,5 |
| 1970–71 | Mel Daniels* (3)   | Indiana Pacers    | 82  | 394             | 1081              | 1475    | 18   |
| 1971–72 | Artis Gilmore*     | Kentucky Colonels | 84  | 421             | 1070              | 1491    | 17,8 |
| 1972–73 | Artis Gilmore* (2) | Kentucky Colonels | 84  | 449             | 1027              | 1476    | 17,6 |
| 1973–74 | Artis Gilmore* (3) | Kentucky Colonels | 84  | 478             | 1060              | 1538    | 18,3 |
| 1974–75 | Swen Nater         | San Antonio Spurs | 78  | 369             | 910               | 1279    | 16,4 |
| 1975–76 | Artis Gilmore* (4) | Kentucky Colonels | 84  | 402             | 901               | 1301    | 15,5 |

### Asysty
| Sezon   | Zawodnik            | Zespół                 | Gry | Asysty | Śr. |
| ------- | ------------------- | ---------------------- | --- | ------ | --- |
| 1967–68 | Larry Brown*        | New Orleans Buccaneers | 78  | 506    | 6,5 |
| 1968–69 | Larry Brown* (2)    | Oakland Oaks           | 77  | 544    | 7,1 |
| 1969–70 | Larry Brown* (3)    | Washington Caps        | 82  | 580    | 7,1 |
| 1970–71 | Bill Melchionni     | New York Nets          | 81  | 672    | 8,3 |
| 1971–72 | Bill Melchionni (2) | New York Nets          | 80  | 669    | 8,4 |
| 1972–73 | Bill Melchionni (3) | New York Nets          | 61  | 453    | 7,4 |
| 1973–74 | Al Smith            | Denver Rockets         | 76  | 619    | 8,1 |
| 1974–75 | Mack Calvin         | Denver Nuggets         | 74  | 570    | 7,7 |
| 1975–76 | Don Buse            | Indiana Pacers         | 84  | 689    | 8,2 |

### Przechwyty
| Sezon   | Zawodnik     | Zespół         | Gry | Przechwyty | Śr.  |
| ------- | ------------ | -------------- | --- | ---------- | ---- |
| 1973–74 | Ted McClain  | Denver Rockets | 84  | 250        | 2,98 |
| 1974–75 | Brian Taylor | New York Nets  | 79  | 221        | 2,8  |
| 1975–76 | Don Buse     | Indiana Pacers | 84  | 346        | 4,12 |

### Bloki
| Sezon   | Zawodnik           | Zespół                  | Gry | Bloki | Śr.  |
| ------- | ------------------ | ----------------------- | --- | ----- | ---- |
| 1973–74 | Caldwell Jones     | San Diego Conquistadors | 79  | 316   | 4    |
| 1974–75 | Caldwell Jones (2) | San Diego Conquistadors | 76  | 246   | 3,24 |
| 1975–76 | Billy Paultz       | San Antonio Spurs       | 83  | 253   | 3,05 |

## ABA All-Time Team
W 1997 roku, 21 lat po rozwiązaniu ligi na jednym ze zjazdów byłych zawodników ABA dokonano wyboru 30 najlepszych zawodników w historii tej ligi. Najlepszym zawodnikiem w historii ligi został wybrany Julius Erving, a najlepszym trenerem Bobby Leonard.
| Rick Barry*       | Julius Erving* | Moses Malone*   |
| George Gervin*    | Artis Gilmore* | Dan Issel*      |
| George McGinnis*  | Donnie Freeman | Bob Netolicky   |
| Louie Dampier*    | Mel Daniels*   | Maurice Lucas   |
| Billy Cunningham* | Roger Brown*   | David Thompson* |
| Connie Hawkins*   | Ron Boone      | Marvin Barnes   |
| Spencer Haywood*  | Doug Moe       | Zelmo Beaty*    |
| Charlie Scott*    | James Silas    | Willie Wise     |
| Darel Carrier     | Mack Calvin    | Freddie Lewis   |
| Jimmy Jones       | Warren Jabali  | Billy Paultz    |

(*) – Członkowie Koszykarskiej Galerii Sław (Naismith Memorial Basketball Hall Of Fame)

### Wyniki głosowania na All-Time Team
Na podstawie

- Marvin Barnes: 23
- Rick Barry: 39
- Charles Beasley: 1
- John Beasley: 4
- Zelmo Beaty: 42
- Byron Beck: 12
- Art Becker: 1
- Ron Boone: 35
- John Brisker: 16
- Larry Brown: 19
- Roger Brown: 50
- Don Buse: 12
- Joe Caldwell: 16
- Mack Calvin: 41
- Larry Cannon: 2
- M.L. Carr: 1
- Darel Carrier: 24
- George Carter: 3
- Jim Chones: 1
- Steve Chubin: 1
- Glen Combs: 3
- Billy Cunningham: 36
- Louie Dampier: 50
- Mel Daniels: 50
- Jim Eakins: 1
- Len Elmore: 1
- Julius Erving: 50
- Donnie Freeman: 30
- Gus Gerard: 1
- George Gervin: 50
- Artis Gilmore: 50
- Gerald Govan: 1
- Cliff Hagan: 3
- Ira Harge: 1
- Jerry Harkness: 1
- Connie Hawkins: 40
- Spencer Haywood: 34
- Art Heyman: 2
- Wayne Hightower: 1
- Darnell Hillman: 8
- Les Hunter: 2
- George Irvine: 1
- Dan Issel: 50
- Warren Jabali: 24
- Stew Johnson: 4
- Bobby Jones: 19
- Caldwell Jones: 14
- Jimmy Jones: 27
- Larry Jones: 13
- Rich Jones: 3
- Steve Jones: 18
- Wilbert Jones: 2
- Bill Keller: 21
- Larry Kenon: 17
- Billy Knight: 16
- Wendell Ladner: 11
- Bo Lamar: 1
- George Lehmann: 1
- Freddie Lewis: 38
- Jim Ligon: 1
- Gene Littles: 1
- Maurice Lucas: 26
- Moses Malone: 30
- Ed Manning: 1
- Ted McClain: 1
- George McGinnis: 44
- Bill Melchionni: 11
- Larry Miller: 1
- Doug Moe: 35
- Gene Moore: 1
- Rick Mount: 5
- Swen Nater: 8
- Bob Netolicky: 35
- Johnny Neumann: 3
- Tom Owens: 1
- Billy Paultz: 30
- Cincy Powell: 6
- Red Robbins: 18
- Dave Robisch: 6
- John Roche: 2
- Charlie Scott: 29
- Les Selvage: 1
- Don Sidle: 1
- James Silas: 30
- Walter Simon: 2
- Ralph Simpson: 17
- Willie Somerset: 1
- Levern Tart: 6
- Brian Taylor: 8
- David Thompson: 28
- George Thompson: 7
- Dave Twardzik: 1
- Chico Vaughn: 4
- Bob Verga: 4
- Tom Washington: 1
- Charles Williams: 2
- Chuck Williams: 2
- John Williamson: 19
- Willie Wise: 32

| Na podstawie - Mel Daniels: 2 - Julius Erving: 46 - Artis Gilmore: 1 - Connie Hawkins: 1 | Na podstawie - Bob Bass: 1 - Al Bianchi: 1 - Hubie Brown: 4 - Larry Brown: 6 - Bobby Leonard: 34 - Babe McCarthy: 2 - Bill Sharman: 2 |